# Aviron (Eure)
Pour les articles homonymes, voir Aviron.
Aviron est une commune française située dans le département de l'Eure, en région Normandie.

## Géographie

### Localisation
|                      | Saint-Martin-la-Campagne, Le Mesnil-Fuguet |                                                     |
| Gauville-la-Campagne | Aviron                                     | Saint-Germain-des-Angles Normanville (par un angle) |
|                      | Évreux                                     | Gravigny                                            |

### Hydrographie
La commune est située dans le bassin Seine-Normandie. Elle n'est drainée par aucun cours d'eau,.

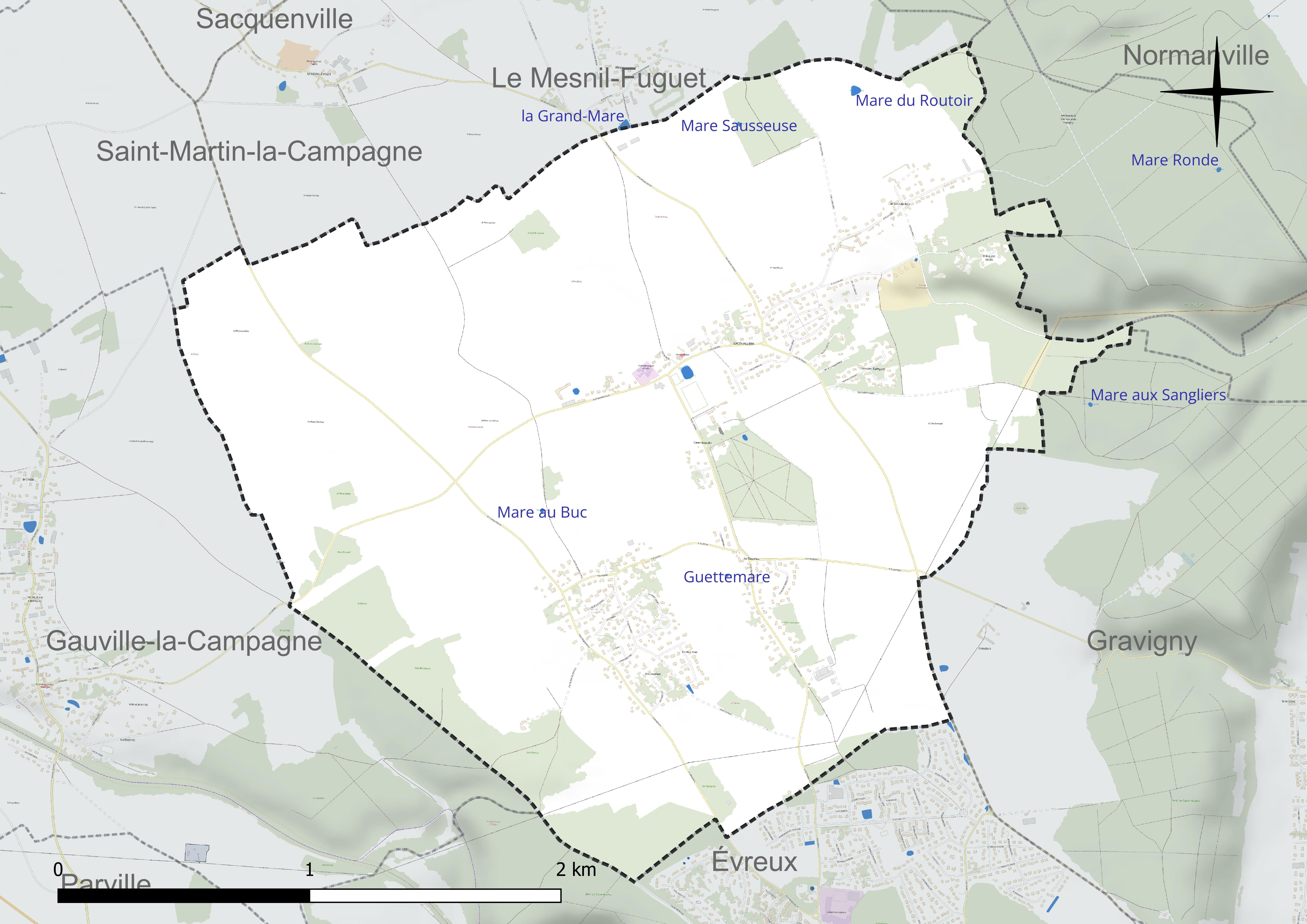
Réseau hydrographique d'Aviron.

Cinq plans d'eau complètent le réseau hydrographique : Guettemare (0 ha), la Grand-Mare, d'une superficie totale de 0,1 ha (0 ha sur la commune), la mare au Buc (0 ha), la mare du Routoir (0,1 ha) et la mare Sausseuse (0 ha),.

### Climat
Pour des articles plus généraux, voir Climat de la Normandie et Climat de l'Eure.
En 2010, le climat de la commune est de type climat océanique dégradé des plaines du Centre et du Nord, selon une étude du CNRS s'appuyant sur une série de données couvrant la période 1971-2000. En 2020, Météo-France publie une typologie des climats de la France métropolitaine dans laquelle la commune est exposée à un climat océanique et est dans la région climatique Côtes de la Manche orientale, caractérisée par un faible ensoleillement (1 550 h/an) ; forte humidité de l’air (plus de 20 h/jour avec humidité relative > 80 % en hiver), vents forts fréquents. Parallèlement le GIEC normand, un groupe régional d’experts sur le climat, différencie quant à lui, dans une étude de 2020, trois grands types de climats pour la région Normandie, nuancés à une échelle plus fine par les facteurs géographiques locaux. La commune est, selon ce zonage, exposée à un « climat des plateaux abrités », correspondant aux plaines agricoles de l’Eure, avec une pluviométrie beaucoup plus faible que dans la plaine de Caen en raison du double effet d’abri provoqué par les collines du Bocage normand et par celles qui s’étendent sur un axe du Pays d'Auge au Perche.
Pour la période 1971-2000, la température annuelle moyenne est de 10,4 °C, avec  une amplitude thermique annuelle de 14,1 °C. Le cumul annuel moyen de précipitations est de 663 mm, avec 11,5 jours de précipitations en janvier et 8,1 jours en juillet. Pour la période 1991-2020, la température moyenne annuelle observée sur la station météorologique la plus proche, située sur la commune de Huest à 7 km à vol d'oiseau, est de 11,2 °C et le cumul annuel moyen de précipitations est de 600,6 mm,. Pour l'avenir, les paramètres climatiques de la commune estimés pour 2050 selon différents scénarios d’émission de gaz à effet de serre sont consultables sur un site dédié publié par Météo-France en novembre 2022.

## Urbanisme

### Typologie
Au 1er janvier 2024, Aviron est catégorisée ceinture urbaine, selon la nouvelle grille communale de densité à 7 niveaux définie par l'Insee en 2022.
Elle est située hors unité urbaine. Par ailleurs la commune fait partie de l'aire d'attraction d'Évreux, dont elle est une commune de la couronne,. Cette aire, qui regroupe 108 communes, est catégorisée dans les aires de 50 000 à moins de 200 000 habitants,.

### Occupation des sols
L'occupation des sols de la commune, telle qu'elle ressort de la base de données européenne d’occupation biophysique des sols Corine Land Cover (CLC), est marquée par l'importance des territoires agricoles (75,9 % en 2018), en diminution par rapport à 1990 (76,9 %). La répartition détaillée en 2018 est la suivante : 
terres arables (75,6 %), forêts (13,8 %), zones urbanisées (10,3 %), zones agricoles hétérogènes (0,3 %). L'évolution de l’occupation des sols de la commune et de ses infrastructures peut être observée sur les différentes représentations cartographiques du territoire : la carte de Cassini (XVIIIe siècle), la carte d'état-major (1820-1866) et les cartes ou photos aériennes de l'IGN pour la période actuelle (1950 à aujourd'hui).

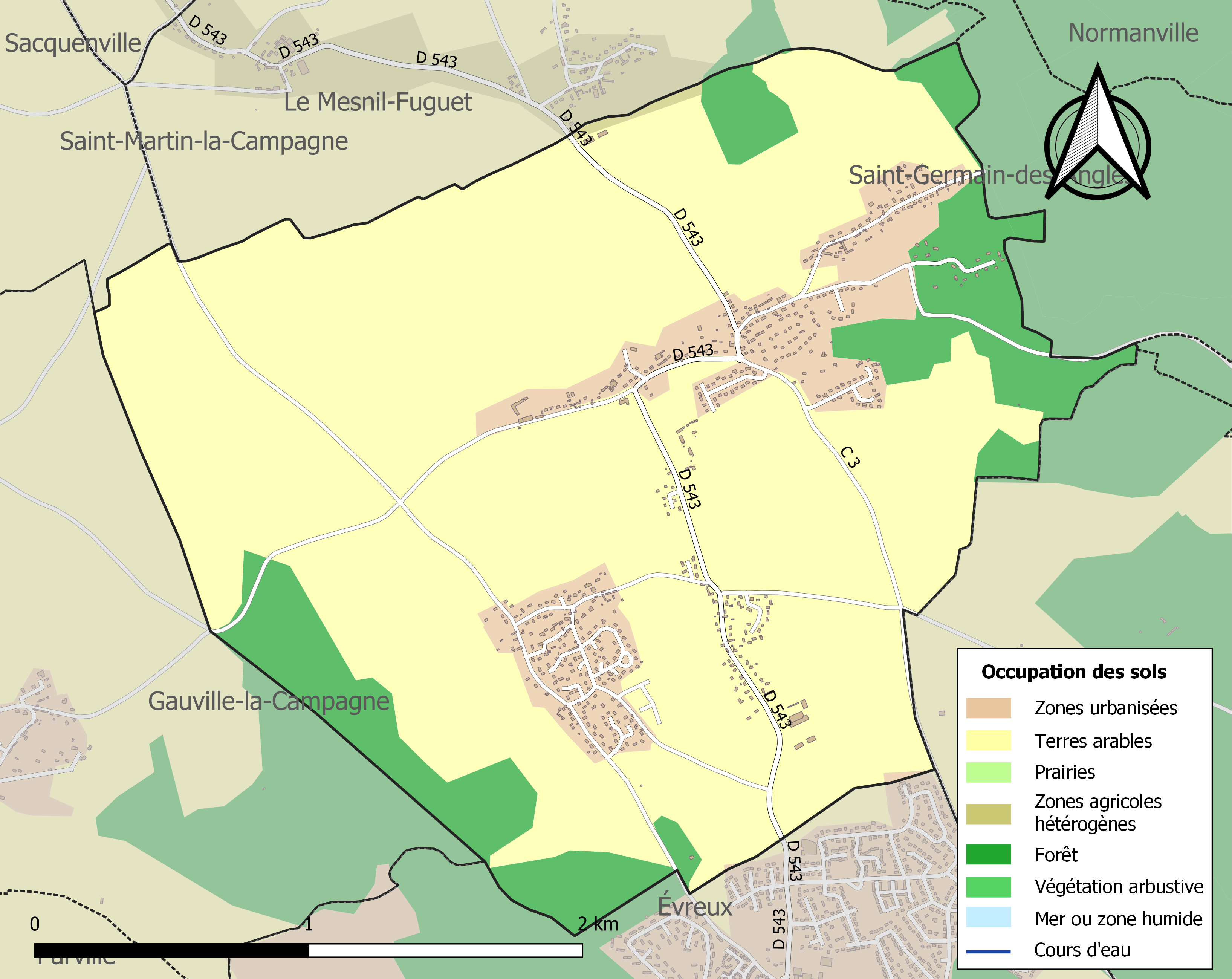
Carte des infrastructures et de l'occupation des sols de la commune en 2018 (CLC).

## Toponymie
Le nom de la localité est attesté sous les formes Avyron vers 1115 (charte d’Amaury Ier, comte d’Évreux), Awron entre 1118 et 1140, Avirun vers 1186 (charte de Jean, évêque d’Évreux).

## Politique et administration
| Période                                  | Période          | Identité                                     | Étiquette | Qualité                             |
| ---------------------------------------- | ---------------- | -------------------------------------------- | --------- | ----------------------------------- |
| 1789                                     | 1790             | Louis Marie Turreau                          |           | Officier                            |
| Les données manquantes sont à compléter. |                  |                                              |           |                                     |
| 1858                                     | août 1865        | Charles Auguste Monnier[source insuffisante] |           | Cultivateur                         |
| Les données manquantes sont à compléter. |                  |                                              |           |                                     |
| 1977                                     | mars 2001        | Thérèse Villey                               |           |                                     |
| mars 2001                                | 2008             | Maurice Langlois                             |           |                                     |
| mars 2008                                | 26 décembre 2018 | Claude Behar                                 | PRG-MRSL  | Retraité, ancien conseiller général |
| 11 janvier 2019                          | 25 mai 2020      | Jean-Pierre Follin                           |           |                                     |
| 25 mai 2020                              | En cours         | Sophie Bertin                                |           |                                     |

## Démographie

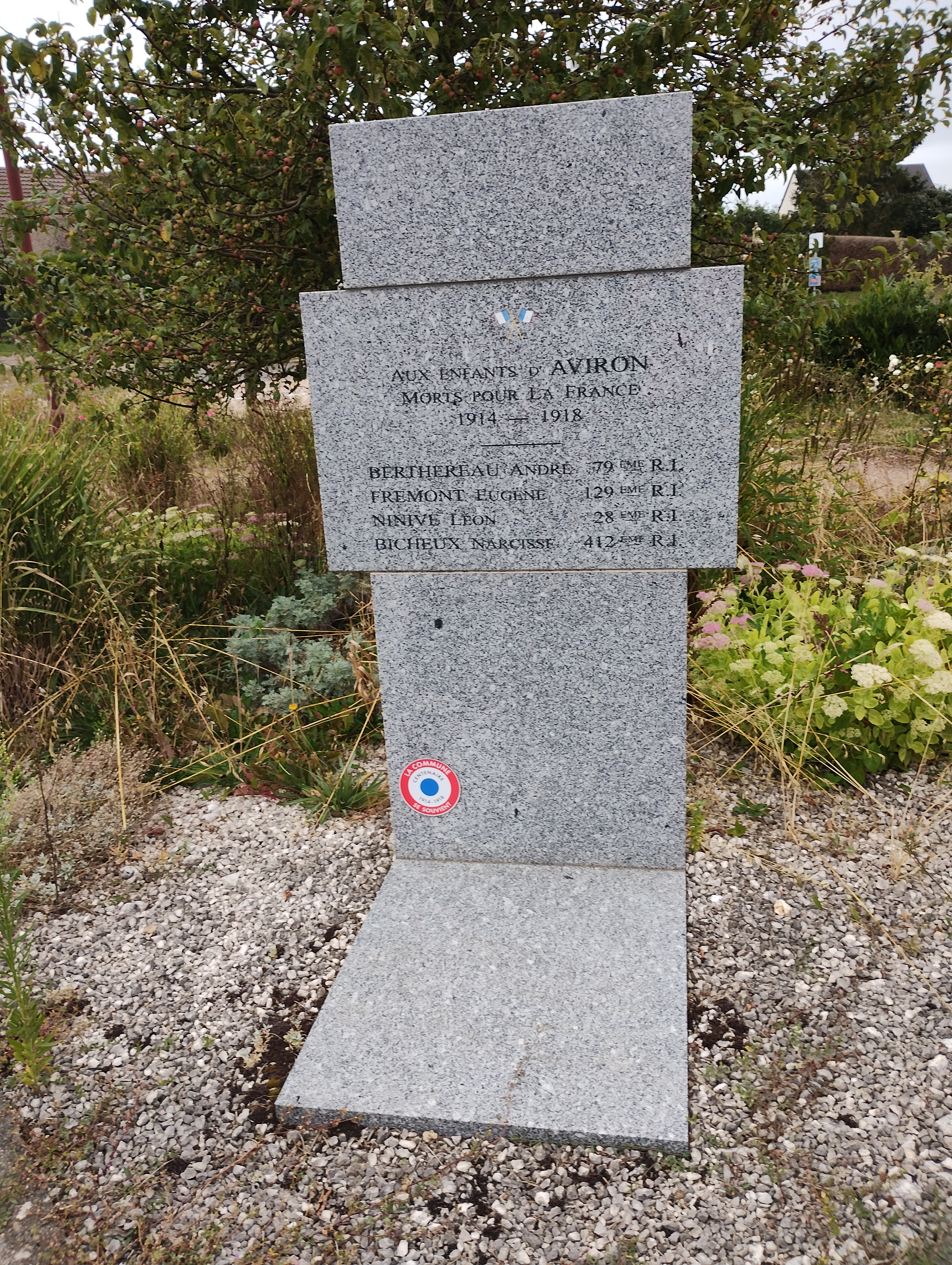
Monument aux morts

L'évolution du nombre d'habitants est connue à travers les recensements de la population effectués dans la commune depuis 1793. Pour les communes de moins de 10 000 habitants, une enquête de recensement portant sur toute la population est réalisée tous les cinq ans, les populations de référence des années intermédiaires étant quant à elles estimées par interpolation ou extrapolation. Pour la commune, le premier recensement exhaustif entrant dans le cadre du nouveau dispositif a été réalisé en 2005.

En 2022, la commune comptait 1 098 habitants, en évolution de −0,45 % par rapport à 2016 (Eure : −0,25 %, France hors Mayotte : +2,11 %).
| 1793 | 1800 | 1806 | 1821 | 1831 | 1836 | 1841 | 1846 | 1851 |
| ---- | ---- | ---- | ---- | ---- | ---- | ---- | ---- | ---- |
| 168  | 208  | 181  | 165  | 192  | 171  | 183  | 194  | 188  |

| 1856 | 1861 | 1866 | 1872 | 1876 | 1881 | 1886 | 1891 | 1896 |
| ---- | ---- | ---- | ---- | ---- | ---- | ---- | ---- | ---- |
| 175  | 178  | 181  | 159  | 149  | 141  | 158  | 156  | 140  |

| 1901 | 1906 | 1911 | 1921 | 1926 | 1931 | 1936 | 1946 | 1954 |
| ---- | ---- | ---- | ---- | ---- | ---- | ---- | ---- | ---- |
| 135  | 140  | 117  | 93   | 103  | 122  | 112  | 116  | 157  |

| 1962 | 1968 | 1975 | 1982 | 1990  | 1999  | 2005  | 2006  | 2010  |
| ---- | ---- | ---- | ---- | ----- | ----- | ----- | ----- | ----- |
| 175  | 279  | 454  | 675  | 1 136 | 1 185 | 1 160 | 1 144 | 1 109 |

| 2015  | 2020  | 2022  | - | - | - | - | - | - |
| ----- | ----- | ----- | - | - | - | - | - | - |
| 1 116 | 1 102 | 1 098 | - | - | - | - | - | - |

## Culture locale et patrimoine

### Lieux et monuments
- Château de Garambouville (propriété privée) : il s'agit d'une construction en briques et pierres remontant au XVIe siècle dans ses parties les plus anciennes, jadis entouré de profonds fossés et défendu par des murailles flanquées de tourelles dont quelques-unes subsistent. Le site comprend également l'ancienne église paroissiale, dédiée à saint Saëns. Il accueille le premier congrès gymnique français les 15, 16 et 17 août 1930. Il était un centre nudiste, le Sparta-Club dès les années 1920[25].

### Personnalités liées à la commune
- Louis Marie Turreau (1756-1816), maire d'Aviron durant la Révolution.